# Klapka (Pologne)
Pour les articles homonymes, voir Klapka.
Klapka est une localité polonaise de la gmina de Biała, située dans le powiat de Wieluń en voïvodie de Łódź.